# Лоло (Монтана)
Лоло (англ. Lolo) — переписна місцевість (CDP) в США, в окрузі Міссула штату Монтана. Населення — 4399 осіб (2020).

## Географія
Лоло розташоване за координатами 46°46′19″ пн. ш. 114°6′37″ зх. д. / 46.77194° пн. ш. 114.11028° зх. д. (46.772006, -114.110180).  За даними Бюро перепису населення США в 2010 році переписна місцевість мала площу 24,96 км², з яких 24,51 км² — суходіл та 0,45 км² — водойми.

### Клімат
| Клімат : Лоло         | Клімат : Лоло | Клімат : Лоло | Клімат : Лоло | Клімат : Лоло | Клімат : Лоло | Клімат : Лоло | Клімат : Лоло | Клімат : Лоло | Клімат : Лоло | Клімат : Лоло | Клімат : Лоло | Клімат : Лоло | Клімат : Лоло |
| Показник              | Січ.          | Лют.          | Бер.          | Квіт.         | Трав.         | Черв.         | Лип.          | Серп.         | Вер.          | Жовт.         | Лист.         | Груд.         | Рік           |
| Середній максимум, °C | 0,0           | 3,9           | 8,9           | 15,6          | 20,6          | 25,6          | 30,0          | 29,4          | 22,8          | 16,7          | 6,7           | 1,7           | 15,0          |
| Середній мінімум, °C  | −14,4         | −11,7         | −6,1          | −0,6          | 5,0           | 9,4           | 11,7          | 10,6          | 5,0           | −1,1          | −7,8          | −12,8         | −1,1          |
| Норма опадів, мм      | 15            | 10            | 20            | 28            | 53            | 58            | 36            | 38            | 30            | 18            | 13            | 13            | 333           |
| --------------------- | ------------- | ------------- | ------------- | ------------- | ------------- | ------------- | ------------- | ------------- | ------------- | ------------- | ------------- | ------------- | ------------- |
| Джерело: Weatherbase  |               |               |               |               |               |               |               |               |               |               |               |               |               |

## Демографія
Згідно з переписом 2010 року, у переписній місцевості мешкали 3892 особи в 1458 домогосподарствах у складі 1068 родин. Густота населення становила 156 осіб/км².  Було 1517 помешкань (61/км²).
Расовий склад населення:
| - 95,1 % — білих - 1,8 % — корінних американців - 0,4 % — азіатів - 0,3 % — чорних або афроамериканців |

До двох чи більше рас належало 2,0 %. Частка іспаномовних становила 2,1 % від усіх жителів.
За віковим діапазоном населення розподілялося таким чином: 27,9 % — особи молодші 18 років, 63,9 % — особи у віці 18—64 років, 8,2 % — особи у віці 65 років та старші. Медіана віку мешканця становила 34,5 року. На 100 осіб жіночої статі у переписній місцевості припадало 101,1 чоловіків;  на 100 жінок у віці від 18 років та старших — 99,5 чоловіків також старших 18 років.
Середній дохід на одне домашнє господарство  становив 70 614 долари США (медіана — 60 276), а середній дохід на одну сім'ю — 74 686 доларів (медіана — 63 193). За межею бідності перебувало 7,3 % осіб, у тому числі 7,4 % дітей у віці до 18 років та 6,6 % осіб у віці 65 років та старших.
Цивільне працевлаштоване населення становило 2312 особи. Основні галузі зайнятості: освіта, охорона здоров'я та соціальна допомога — 22,8 %, роздрібна торгівля — 15,9 %, мистецтво, розваги та відпочинок — 15,5 %.